# Hall of Fame des courses françaises
Le Hall of Fame des courses françaises (British Champions Series Hall of Fame) a été créé en 2025 pour honorer les chevaux et les hommes ayant marqué les courses hippiques de galop en France, sur le modèle du US Racing Hall of Fame américain, du British Champions Series Hall of Fame, ou du Japan Racing Association Hall of Fame.

## Histoire et principe
Créé en 2025 à l'initiative du titre de presse Jour de Galop, ce Hall of Fame concerne les courses de galop, plat et obstacles. Il comprend quatre catégories : chevaux, propriétaires et éleveurs, entraîneurs et jockeys, personnalités. Les élus sont désignés chaque année en août par un comité, et l'intronisation donne lieu à une cérémonie sur l'hippodrome de Deauville, durant le meeting d'août. La première année, 49 chevaux sont intronisés, dont 36 chevaux de plat, 24 propriétaires et éleveurs, 25 entraîneurs et jockeys, et 8 personnalités.

## Les chevaux de plat
| Photo | Nom               | Admission | Carrière  | Courses | Victoires | Timeform | Principales victoires | Distinctions |
| ----- | ----------------- | --------- | --------- | ------- | --------- | -------- | --- | --- |
|       | All Along         | 2025      | 1981-1984 | 21      | 9         | 135      | Prix de l'Arc de Triomphe, Prix Vermeille, Turf Classic, Washington D.C. International Stakes, Rothmans International | Jument de l'année sur le gazon aux États-Unis (1983) Cheval de l'année aux États-Unis (1983) US Racing Hall of Fame (1990)                                                                                     |
|       | Alleged           | 2025      | 1976-1978 | 10      | 9         | 138      | Prix de l'Arc de Triomphe (x2) | Tête de liste des pères de mères en France (1998) |
|       | Allez France      | 2025      | 1972-1975 | 21      | 13        | 136      | Critérium des Pouliches, Poule d'Essai des Pouliches, Prix de Diane, Prix Vermeille, Prix Ganay, Prix d'Ispahan, Prix de l'Arc de Triomphe | 2 ans de l'année en France (1972) 3 ans de l'année en France (1973) Jument d'âge de l'année en France (1974, 1975) Cheval de l'année en France (1974)                                                          |
|       | Arazi             | 2025      | 1991-1992 | 14      | 9         | 135      | Prix Morny, Prix de la Salamandre, Grand Critérium, Breeders' Cup Juvenile | Cheval de l'année en Europe (1991) 2 ans de l'année aux États-Unis (1991) Meilleur 2 ans européen |
|       | Arcangues         | 2025      | 1990-1994 | 19      | 6         |          | Prix d'Ispahan, Breeders' Cup Classic | |
|       | Blushing Groom    | 2025      | 1976-1977 | 10      | 7         | 136      | Poule d'Essai des Poulains, Prix Morny, Prix de la Salamandre, Grand Critérium | Tête de liste des étalons en Angleterre et en Irlande (1989) |
|       | Brantôme          | 2025      | 1933-1935 | 14      | 12        |          | Prix Robert Papin, Grand Critérium, Prix Morny, Poule d'Essai des Poulains, Prix Lupin, Prix Royal-Oak, Prix de l'Arc de Triomphe, Prix du Cadran | |
|       | Cirrus des Aigles | 2025      | 2008-2015 | 67      | 22        | 135      | Champion Stakes, Dubaï Sheema Classic, Prix Ganay (x3), Prix d'Ispahan,Coronation Cup | Cheval d'âge de l'année en Europe (2011) |
|       | Corrida           | 2025      | 1934-1937 | 33      | 13        |          | Prix Morny, Grand Critérium, Grand International d'Ostende (x2), Prix du Président de la République, Grosser Preis von Reichshauptstadt, Prix de l'Arc de Triomphe (x2)                                                                                              | |
|       | Dahlia            | 2025      | 1972-1976 | 46      | 15        | 135      | Prix Saint-Alary, Irish Oaks, King George VI and Queen Elizabeth Diamond Stakes (x2), Washington, D.C. International, Grand Prix de Saint-Cloud, Benson and Hedges Gold Cup (x2), Man O' War Stakes, Canadian International Stakes, Hollywood International Handicap | 3 ans de l'année en Europe (1973) Cheval de l'année en Angleterre (1973 & 1974) Cheval de l'année sur le gazon aux États-Unis (1974) US Racing Hall of Fame (1981) Hall of Fame des courses canadiennes (2016) |
|       | Darshaan          | 2025      | 1983-1984 | 8       | 5         |          | Critérium de Saint-Cloud, Prix du Jockey-Club | Tête de liste des étalons en France (2003) Tête de liste des pères de mères en Angleterre et en Irlande (2002, 2012)                                                                                           |
|       | Épinard           | 2025      | 1922-1924 | 20      | 12        |          | Grand Critérium, Prix de la Forêt, Critérium de Maisons-Laffitte, Prix d'Ispahan, Prix du Gros-Chêne, Stewards' Cup | Cheval d'âge de l'année aux États-Unis (1974) |
|       | Gladiateur        | 2025      | 1864-1866 | 19      | 16        |          | 2000 Guinées, Derby d'Epsom, Grand Prix de Paris, St. Leger, Ascot Gold Cup | |
|       | Goldikova         | 2025      | 2007-2011 | 27      | 17        | 133      | Breeders' Cup Mile (x3), Prix Rothschild (x4), Prix d'Ispahan (x2), Prix Jacques Le Marois, Prix du Moulin de Longchamp, Falmouth Stakes, Queen Anne Stakes, Prix de la Forêt                                                                                        | Cheval de l'année en Europe (2010) Jument de l'année sur le gazon aux États-Unis (2009, 2010) U.S. Hall of Fame (2017) British Hall of Fame (2024)                                                             |
|       | Irish River       | 2025      | 1978-1979 | 12      | 10        | 131      | Prix Morny, Prix de la Salamandre, Grand Critérium, Poule d'Essai des Poulains, Prix d'Ispahan, Prix Jacques Le Marois, Prix du Moulin de Longchamp | Miler de l'année en Europe (1979) |
|       | Kendor            | 2025      | 1988-1989 | 9       | 5         | 122      | Grand Critérium, Poule d'Essai des Poulains | |
|       | Ksar              | 2025      | 1920-1922 | 15      | 11        |          | Prix de la Salamandre, Prix Lupin, Prix du Jockey-Club, Prix Royal-Oak, Prix de l'Arc de Triomphe (x2), Prix du Président de la République, Prix du Cadran | |
|       | Le Pacha          | 2025      | 1941-1942 | 11      | 9         |          | Prix Lupin, Prix du Jockey-Club, Grand Prix de Paris, Prix Royal-Oak, Prix de l'Arc de Triomphe | |
|       | Linamix           | 2025      | 1989-1990 | 10      | 4         | 127      | Poule d'Essai des Poulains | Tête de liste des étalons en France (1998, 2004) |
|       | Lyphard           | 2025      | 1971-1972 | 12      | 6         | 132      | Prix Jacques Le Marois, Prix de la Forêt | Tête de liste des étalons en France (1978, 1979) Tête de liste des étalons aux États-Unis (1986) |
|       | Miesque           | 2025      | 1986-1988 | 16      | 12        | 133      | Breeders' Cup Mile, Prix de la Salamandre, Prix Marcel Boussac, Poule d'Essai des Pouliches, 1000 Guinées, Prix Jacques Le Marois, Prix du Moulin de Longchamp, Prix d'Ispahan                                                                                       | Jument de l'année sur le gazon aux États-Unis (1987, 1988) US Racing Hall of Fame (1999) |
|       | Mill Reef         | 2025      | 1970-1972 | 14      | 12        | 141      | Dewhurst Stakes, Derby d'Epsom, Eclipse Stakes, King George VI & Q. Elizabeth II Stakes, Prix de l'Arc de Triomphe, Prix Ganay, Coronation Cup | Cheval de l'année en Angleterre (1971) |
|       | Pawneese          | 2025      | 1975-1976 | 10      | 6         | 131      | Oaks, Prix de Diane, King George VI and Queen Elizabeth Diamond Stakes | 3 ans européenne de l'année (1976) |
|       | Peintre Célèbre   | 2025      | 1996-1997 | 7       | 5         | 137      | Prix du Jockey-Club, Grand Prix de Paris, Prix de l'Arc de Triomphe | 3 ans de l'année en Europe (1997) Cheval de l'année en Europe (1997) |
|       | Relko             | 2025      | 1962-1964 | 14      | 9         | 136      | Poule d'Essai des Poulains, Derby d'Epsom, Prix Royal Oak, Prix Ganay, Coronation Cup, Grand Prix de Saint-Cloud | |
|       | Ribot             | 2025      | 1954-1956 | 16      | 16        | 142      | Gran Criterium, Gran Premio del Jockey Club, Grand Prix de Milan, King George VI and Queen Elizabeth Diamond Stakes, Prix de l'Arc de Triomphe (x2) | Cheval de l'année en Europe (1955, 1956) |
|       | Right Royal       | 2025      | 1960-1961 | 11      | 8         | 135      | Prix de la Salamandre, Grand Critérium, Poule d'Essai des Poulains, Prix Lupin, Prix du Jockey Club, King George & Queen Elizabeth Stakes | Cheval de l'année en Angleterre (1961) |
|       | Riverman          | 2025      | 1971-1972 | 8       | 5         | 131      | Poule d'Essai des Poulains, Prix Jean Prat, Prix d'Ispahan | Tête de liste des étalons en France (1980, 1981) |
|       | Sagaro            | 2025      | 1973-1977 | 24      | 10        | 133      | Grand Prix de Paris, Ascot Gold Cup (x3), Prix du Cadran | |
|       | Sea Bird          | 2025      | 1964-1965 | 8       | 7         | 145      | Critérium de Maisons-Laffitte, Prix Lupin, Derby d'Epsom, Grand Prix de Saint-Cloud, Prix de l'Arc de Triomphe | Cheval de l'année en France et en Angleterre (1965) |
|       | Sea The Stars     | 2025      | 2008-2009 | 9       | 8         | 140      | 2000 Guinées, Derby d'Epsom, Eclipse Stakes, International Stakes, Irish Champion Stakes, Prix de l'Arc de Triomphe | Cheval de l'année en Europe (2009) |
|       | Tantième          | 2025      | 1949-1951 | 15      | 12        | 136      | Grand Critérium, Prix de la Forêt, Poule d'Essai des Poulains, Prix Lupin, Prix Ganay, Coronation Cup, Prix de l'Arc de Triomphe (x2) | Tête de liste des étalons en France (1962, 1965) |
|       | Trêve             | 2025      | 2012-2015 | 13      | 9         | 134      | Prix de Diane, Prix Vermeille, Grand Prix de Saint-Cloud, Prix de l'Arc de Triomphe (x2) | Cheval de l'année en Europe |
|       | Urban Sea         | 2025      | 1991-1994 | 23      | 8         | 126      | Prix de l'Arc de Triomphe | |
|       | Zarkava           | 2025      | 2007-2008 | 7       | 7         | 133      | Prix Marcel Boussac, Poule d'Essai des Pouliches, Prix de Diane, Prix Vermeille, Prix de l'Arc de Triomphe | Cheval de l'année en Europe (2008) |

## Chevaux d'obstacles
| Photo | Nom               | Admission | Carrière  | Courses | Victoires | Principales victoires |
| ----- | ----------------- | --------- | --------- | ------- | --------- | --- |
|       | Al Capone II      | 2025      | 1992-2000 | 65      | 26        | Grand Steeple-Chase de Paris, Prix La Haye Jousselin (x7), Prix Troytown (x3), Prix Georges Courtois (x3), Prix Héros XII (x3), Prix Ingré (x2), Prix Murat                                                 |
|       | De Bon Cœur       | 2025      | 2016-2019 | 16      | 13        | Grande Course de Haies d'Auteuil, Prix Cambacérès, Prix Renaud du Vivier, Prix Juigné, Prix Léon Rambaud, Prix Alain du Breil                                                                               |
|       | Docteur de Ballon | 2025      | 2016-2023 | 19      | 9         | Grand Steeple-Chase de Paris (x2), Prix La Haye Jousselin |
|       | Hyères III        | 2025      | 1961-1966 |         | 11        | Grand Steeple-Chase de Paris (x3), Prix Héros XII, Prix Ingré |
|       | Ingré             | 2025      | 1932-1945 | 110     | 28        | Grand Steeple-Chase de Paris (x2), Prix Murat (x2), Prix Léon Olry-Roederer |
|       | Katko             | 2025      | 1986-1992 | 35      | 20        | Grand Steeple-Chase de Paris (x3), Prix La Haye Jousselin, Prix Ingré (x2), Prix Troytown, Prix Murat, Prix Héros XII, Prix Maurice-Gillois, Prix Ferdinand Dufaure                                         |
|       | Kotkijet          | 2025      | 1998-2006 | 31      | 17        | Grand Steeple-Chase de Paris (x2), Prix Georges Courtois, Prix Murat, Prix Ingré |
|       | L'Autonomie       | 2025      | 2018-2022 | 27      | 17        | Grande Course de Haies d'Auteuil, Prix Renaud du Vivier, Prix Léon Rambaud, Prix Georges Courtois, Prix Hypothèse (x3)                                                                                      |
|       | Lutteur III       | 2025      | 1908-1925 |         |           | Grand National de Liverpool |
|       | Mid Dancer        | 2025      | 2004-2013 | 44      | 25        | Grand Steeple-Chase de Paris (x3), Prix La Haye Jousselin, Grande Course de Haies d'Auteuil, Prix Murat (x2), Prix Georges Courtois (x2), Prix Léon Rambeau, Prix Ingré, Prix Héros XII (x2), Prix Troytown |
|       | Princesse d'Anjou | 2025      | 2007-2010 | 49      | 6         | Grand Steeple-Chase de Paris (x2), Prix La Haye Jousselin |
|       | The Fellow        | 2025      | 1990-1995 | 37      | 10        | Grand Steeple-Chase de Paris, Cheltenham Gold Cup, Prix La Haye Jousselin, King George VI Chase (x2), Prix Ingré                                                                                            |
|       | Ubu III           | 2025      | 1989-1995 | 41      | 17        | Grand Steeple-Chase de Paris, Grande Course de Haies d'Auteuil (x2), Prix Murat |
|       | Ucello II         | 2025      | 1991-1994 | 39      | 20        | Grand Steeple-Chase de Paris (x2), Prix La Haye Jousselin, Prix Jean Stern, Prix Ferdinand Dufaure, Prix Murat                                                                                              |

## Pur-sang arabes
| Photo | Nom     | Admission | Carrière  | Courses | Victoires | Principales victoires                      | Distinctions                              |
| ----- | ------- | --------- | --------- | ------- | --------- | ------------------------------------------ | ----------------------------------------- |
|       | Dormane | 2025      | 1987-1988 | 8       | 6         | Critérium des 3 ans, Coupe du Cheval Arabe | Tête de liste des étalons pur-sang arabes |

## Entraîneurs et jockeys
| Photo | Nom                                 | Admission | Activité                  | Carrière  | Faits de Carrière | Chevaux associés |
| ----- | ----------------------------------- | --------- | ------------------------- | --------- | --- | --- |
|       | André Adèle (1902-1978)             | 2025      | Entraîneur                | 1937-1976 | 16 fois tête de liste des entraîneurs en obstacles 3600 victoires 9 Grand Steeple-Chase de Paris | |
|       | Cash Asmussen (né en 1962)          | 2025      | Jockey                    | 1978-2001 | 3000 victoires 5 cravache d'or Eclipse Award for Oustanding Apprentice Jockey (1979) Environ 90 groupe 1                                                                                            | Suave Dancer, Montjeu, Helissio, Kingmambo, Spinning World, In The Wings, Dream Well, Soviet Star, East of The Moon, Waya |
|       | François Boutin (1937-1995)         | 2025      | Entraîneur                | 1964-1995 | 2350 victoires Environ 100 groupe 1 7 fois tête de liste des entraîneurs français Daily Telegraph Award of Merit (1993)                                                                             | Nonoalco, Miesque, Kingmambo, Linamix, Arazi, Hector Protector, Sagaro, East of The Moon |
|       | John Cunnington, Jr. (1926-1994)    | 2025      | Entraîneur                |           | | Irish River |
|       | Alain de Royer-Dupré (né en 1944)   | 2025      | Entraîneur                | 1972-2021 | 3000 victoires 93 groupe 1 2 Prix de l'Arc de Triomphe | Darshaan, Daylami, Dalakhani, Zarkava, Pride, Sendawar, Zarak, Vazirabad |
|       | Jean Deforge (1935-1983)            | 2025      | Jockey                    | 1951-1970 | 3 cravache d'or | Exbury, Vaguely Noble |
|       | Pierre Delfarguiel (1915-1983)      | 2025      | Jockey                    | 1933-1958 | 5 cravache d'or en obstacles | |
|       | Lanfranco Dettori (né en 1970)      | 2025      | Jockey                    | 1986-2023 | 6 Prix de l'Arc de Triomphe Environ 300 victoires de groupe 1. 3 fois British Champion Jockey. | Dubawi, Golden Horn, Lammtarra, Sakhee, Enable, Electrocutionist, Cracksman, Dubai Millennium, Palace Pier, Stradivarius, Shamardal, Street Cry, Fantastic Light, Falbrav, Marienbard, Torquator Tasso, Verry Elleegant, Swain, Snow Fairy, Raven's Pass, Inspiral, Halling |
|       | François Doumen (né en 1940)        | 2025      | Entraîneur                | 1977-2017 | 5 Grand Steeple-Chase de Paris 5 King George VI Chase 1 Chelenham Gold Cup | The Fellow, Ucello II, Ubu III, First Gold, Jim And Tonic |
|       | André Fabre (né en 1945)            | 2025      | Jockey Entraîneur         | 1968-     | 32 fois tête de liste des entraîneurs français 800 victoires de groupe 200 groupe 1 8 Prix de l'Arc de Triomphe 1 Grand Steeple-Chase de Paris (jockey) 4 Grand Steeple-Chase de Paris (entraîneur) | Subotica, Peintre Célèbre, Hurricane Run, Rail Link, Waldgeist, New Bay, Make Believe, Dansili, Carnegie, Flintshire, Arcangues, Persian King, Swain, Zafonic, In The Wings, Manduro, Lope de Vega, Soviet Star, Pennekamp                                                  |
|       | Alec Head (1924-2022)               | 2025      | Jockey Entraîneur Éleveur | 1940-2022 | Environ 85 groupe 1 4 Prix de l'Arc de Triomphe Daily Telegraph Award of Merit (1998) | Lyphard, Riverman, Gold River, Ivanjica, Trêve |
|       | Christiane Head (née en 1948)       | 2025      | Entraîneur                | 1978-2018 | 1 fos tête de liste des entraîneurs français 80 groupe 1 3 Prix de l'Arc de Triomphe | Three Troikas, Bering, Kotashaan, Trêve, Ma Biche |
|       | Freddy Head (né en 1949)            | 2025      | Jockey Entraîneur         | 1965-2022 | 6 cravache d'or 3000 victoires (jockey) 80 groupe 1 (jockey) 41 groupe 1 (entraîneur) 4 Prix de l'Arc de Triomphe (jockey)                                                                          | Miesque, Kingmambo, Riverman, Lyphard, Three Troikas, Gold River, Detroit, Ivanjica, Youth, Hector Protector, Goldikova, Moonlight Cloud, Solow, Exceller, Bering, Marchand d'Or, Ma Biche                                                                                  |
|       | Thomas & Henry Jennings (1823-1900) | 2025      | Entraîneur                |           | | Gladiateur |
|       | Micheline Leurson (née en 1938)     | 2025      | Jockey                    |           | Première jockey lauréate d'une course en France (1961) 12 cravache d'or féminine | |
|       | Guillaume Macaire (né en 1956)      | 2025      | Entraîneur                |           | 15 fois tête de liste des entraineurs en obstacles 6500 victoires 7 Grand Steeple-Chase de Paris | So French |
|       | François Mathet (1908-1983)         | 2025      | Jockey Entraîneur         | 1928-1983 | 14 fois tête de liste des entraîneurs français 125 groupe 1 4 Prix de l'Arc de Triomphe | Sassafrás, Relko, Tantième, Blushing Groom, Exceller, Reliance, Akiyda, Bella Paola, Match II |
|       | Georges Parfrement (1887-1923)      | 2025      | Jockey                    |           | | |
|       | Olivier Peslier (né en 1973)        | 2025      | Jockey                    |           | 4 cravache d'or 3700 victoires 118 groupe 1 4 Prix de l'Arc de Triomphe | Cirrus des Aigles, Goldikova, Helissio, Peintre Célèbre, Sagamix, Solémia, Harbinger, Symboli Kris S, Bigstone, Zenno Rob Roy, Manduro, Westerner, Make Believe |
|       | Christophe Pieux (né en 1967)       | 2025      | Jockey                    |           | | |
|       | Roger Poincelet (1921-1977)         | 2025      | Jockey                    |           | 3000 victoires 3 Prix de l'Arc de Triomphe (jockey) | Coronation, Tantième, Right Royal, Hula Dancer |
|       | Étienne Pollet (1912-1999)          | 2025      | Entraîneur                | 1949-1970 | 3 Prix de l'Arc de Triomphe | Sea-Bird II, Right Royal, Hula Dancer, Vaguely Noble |
|       | Jean-Claude Rouget (né en 1953)     | 2025      | Entraîneur                |           | Environ 7500 victoires 49 groupe 1 4 Prix de l'Arc de Triomphe | Sottsass, Almanzor, Vadeni, La Cressonnière, Stacelita, Ace Impact |
|       | Yves Saint-Martin (né en 1941)      | 2025      | Jockey                    | 1958-1987 | 15 cravache d'or 3300 victoires 135 groupe 1 4 Prix de l'Arc de Triomphe | Allez France, Darshaan, Relko, Sagace, Sassafrás, Nonoalco, Rheingold, Reliance, Akiyda, Pawneese, Match II, Flying Water, Lianga, Waya |
|       | Bernard Sécly (1931-2015)           | 2025      | Entraîneur                | -2010     | 37 groupe 1 à Auteuil 6 Grand Steeple-Chase de Paris | Al Capone II, Katko |
|       | George Stern (1883-1928)            | 2025      | Jockey                    | 1898-1926 | 1000 victoires 6 Prix du Jockey Club | |
|       | Maurice Zilber (1920-2008)          | 2025      | Entraîneur                | 1962-2005 | | Dahlia, Exceller, Youth |

## Propriétaires et éleveurs
| Photo | Nom                                          | Admission | Casaque | Chevaux associés |
| ----- | -------------------------------------------- | --------- | ------- | --- |
|       | Khalid Abdullah (1937-2021)                  | 2025      |         | Rainbow Quest, Dancing Brave, Danehill, Zafonic, Hasili, Dansili, Oasis Dream, Rail Link, Twice Over, Midday, Workforce, Frankel, Flintshire, Kingman, Arrogate, Enable, Field of Gold |
|       | Aga Khan III (1977-1957)                     | 2025      |         | Migoli |
|       | Aly Khan (1911-1960)                         | 2025      |         | Petite Étoile |
|       | Karim Aga Khan IV (1936-2025)                | 2025      |         | Blushing Groom, Shergar, Akiyda, Darshaan, Daylami, Sendawar, Sinndar, Dalakhani, Zarkava, Siyouni, Zarak, Vazirabad, Vadeni, Tarnawa, Tahiyra                                         |
|       | Cheikh Hamdan Al Maktoum (1945-2021)         | 2025      |         | Nashwan, Salsabil, Green Desert, Dayjur, Sakhee, Invasor, Muhaarar, Battaash, Baaeed                                                                                                   |
|       | Cheikh Mohammed Al Maktoum (né en 1949)      | 2025      |         | Pebbles, Oh So Sharp, Soviet Star, Old Vic, Indian Skimmer, In The Wings, Opera House, Barathea, Carnegie, Pennekamp, Halling, Swain, Singspiel                                        |
|       | Edmond Blanc (1856-1920)                     | 2025      |         | Flying Fox, Ajax, Sardanapale, Ksar |
|       | Marcel Boussac (1887-1923)                   | 2025      |         | La Troienne, Tourbillon, Corrida, Pharis, Djebel, Ardan, Marsyas, Caracalla, Coronation                                                                                                |
|       | Élisabeth Couturié (1904-1982)               | 2025      |         | Right Royal |
|       | François Dupré (1888-1966)                   | 2025      |         | Tantième, Relko, Match II, Reliance, Bella Paola |
|       | María Félix (1908-1983)                      | 2025      |         | Nonoalco |
|       | Nelson Bunker Hunt (1926-2014)               | 2025      |         | Vaguely Noble, Dahlia, Exceller, Youth |
|       | Frédéric Lagrange (1815-1883)                | 2025      |         | Gladiateur |
|       | Pierre de Montesson (1918-2015)              | 2025      |         | Katko, Kotkijet |
|       | Marquise de Moratalla (1930-2017)            | 2025      |         | The Fellow, Ucello II, Ubu III |
|       | Stávros Niárchos (1909-1996)                 | 2025      |         | Miesque, Kingmambo, East of The Moon |
|       | Édouard de Rothschild (1868-1949)            | 2025      |         | Brantôme, Éclair au Chocolat |
|       | Guy de Rothschild (1909-2007)                | 2025      |         | Exbury |
|       | Évremond de Saint-Alary (1868-1941)          | 2025      |         | Ksar, Comrade |
|       | Claude Stern (1884-1971)                     | 2025      |         | Sicambre |
|       | Léon & Suzy Volterra (1888-1949) (1912-2006) | 2025      |         | Bois Roussel |
|       | Jacques Wertheimer (1911-1996)               | 2025      |         | Riverman, Lyphard, Ivanjica, Gold River |
|       | Daniel Wildenstein (1917-2001)               | 2025      |         | Allez France, Lianga, Flying Water, Waya, Pawneese, All Along, Sagace, Arcangues, Bigstone, Peintre Célèbre, Aquarelliste, Westerner, Kotkijet                                         |

## Personnalités du monde hippique
- Maurice Bernardet, journaliste
- André Carrus, inventeur du tiercé
- Jean-Luc Lagardère, propriétaire-éleveur et dirigeant
- Bernard Le Gentil
- Duc de Morny
- Jean Romanet, dirigeant
- Lord Henry Seymour
- Léon Zitrone, journaliste